# Caragol cristià

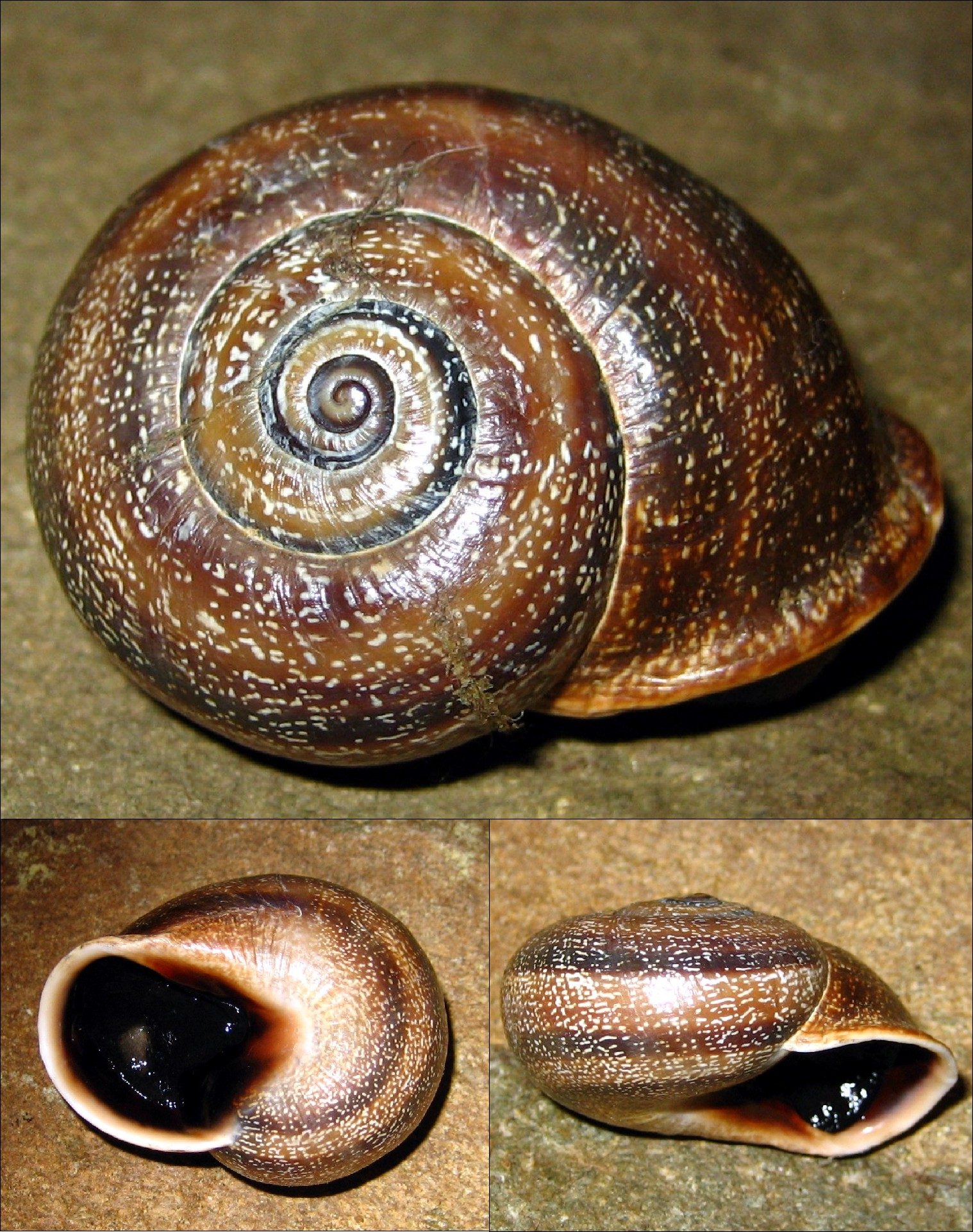
Identificació d'Otala punctata; vegeu el llavi blanc i l'espiral baixa

El caragol cristià, caragol jueu o vinyala (Otala punctata) és una espècie de mol·lusc gastròpode terrestre de la família Helicidae endèmica de la Mediterrània occidental, molt comú als Països Catalans.

## Distribució
Otala punctata habita l'est de la península Ibèrica, Illes Balears, sud de França, Còrsega i nord-oest d'Algèria. Ha estat introduïda a Sardenya i Malta, Estats Units, Argentina i Uruguai, i, recentment, a Xile.

## Característiques
És, amb el caragol bover (Helix aspersa), el caragol gran més freqüent als Països Catalans. La seva conquilla és gruixuda i sòlida, de diàmetre major (fins a 4 cm), més deprimida, amb l'espiral més baixa. És de color marró amb petites taques difuses més clares.

### Espècies similars
Al sud de la península Ibèrica i a las Balears, Otala punctata conviu amb Otala lactea, una espècie molt semblant, de la qual es diferencia perquè l'obertura està menys intensament acolorida, amb el llavi usualment blanc.
La vaqueta (Iberus gualterianus alonensis) podria també confondre's amb Otala punctata, però és de color més clar i viu especialment en terrenys calcaris rocosos, abruptes i desforestats.

## Història natural
Otala punctata abunda als cultius de secà, mentre que el cargol bover prefereix zones més ombrívoles i humides, com els horts i vores de cursos de agua. Com la resta de pulmonats, és hermafrodita simultani.

## Gastronomia
Igual que Helix aspersa, es recol·lecta activament i és molt apreciat en gastronomia.
A la comarca de l'Anoia és especialment apreciada aquesta espècie de cargol i se'l coneix com a vinyala (cargol de vinya).